# 辣塘 (广州市)
辣塘是位于中国广东省广州市从化区江埔街道的一个自然村。属锦三村管辖。清代后期建村。因村前有片田地长满辣蓼草得名辣塘。2015年时，户籍人口802人。